# Scolopia oldhamii
Scolopia oldhamii là một loài thực vật có hoa trong họ Liễu. Loài này được Hance miêu tả khoa học đầu tiên năm 1866.